# Сервіс (архітектура систем)
У контексті архітектури програмного забезпечення, сервісно-орієнтованої та сервісно-орієнтованої архітектури термін послуга відноситься до функціональних можливостей програмного забезпечення або набору функціональних можливостей програмного забезпечення (наприклад, отримання вказаної інформації або виконання набору операцій) з метою що різні клієнти можуть використовувати повторно для різних цілей, разом із політиками, які повинні контролювати його використання (наприклад, на основі ідентифікації клієнта, який запитує послугу).
OASIS визначає послугу як "механізм надання доступу до однієї або декількох можливостей, де доступ надається за допомогою встановленого інтерфейсу і здійснюється відповідно до обмежень та політик, як зазначено в описі послуги".

## Сервісна техніка
Бізнес-аналітик, експерт з доменів та/або команда з архітектури підприємства спершу розробить модель обслуговування організації, визначивши ділові функції найвищого рівня. Після того, як ділові функції визначені, вони додатково розподіляються та переробляються на служби, що представляють процеси та діяльність, необхідні для управління активами організації в їх різних штатах. Одним із прикладів є поділ ділової функції "Управління замовленнями" на такі послуги, як "Створити замовлення", "Виконати замовлення", "Відправити замовлення", "Замовлення на рахунок-фактуру" та "Скасувати/оновити замовлення". Ці бізнес-функції повинні мати деталізацію, яка адекватна даному контексту проекту та домену.
Для інженерії послуг можна використовувати багато методів аналізу та проектування, як загальних цілей, таких як OpenUP та доменний дизайн, так і тих, що обговорюються в рамках сервісно-орієнтованого моделювання.